# Phacelia ivesiana
Phacelia ivesiana är en strävbladig växtart som beskrevs av John Torrey. Phacelia ivesiana ingår i Faceliasläktet som ingår i familjen strävbladiga växter. Utöver nominatformen finns också underarten P. i. pediculoides.

## Bildgalleri

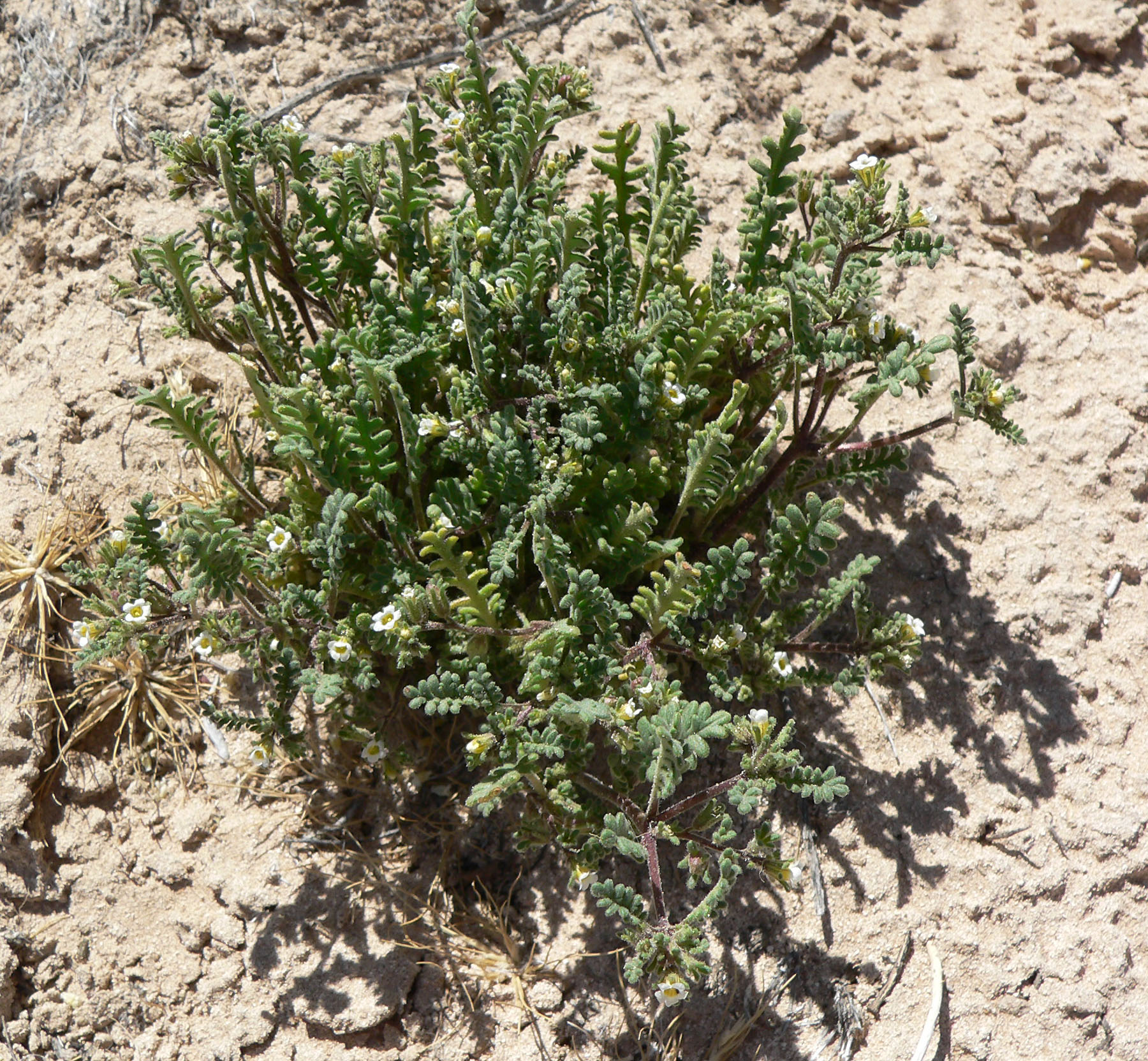
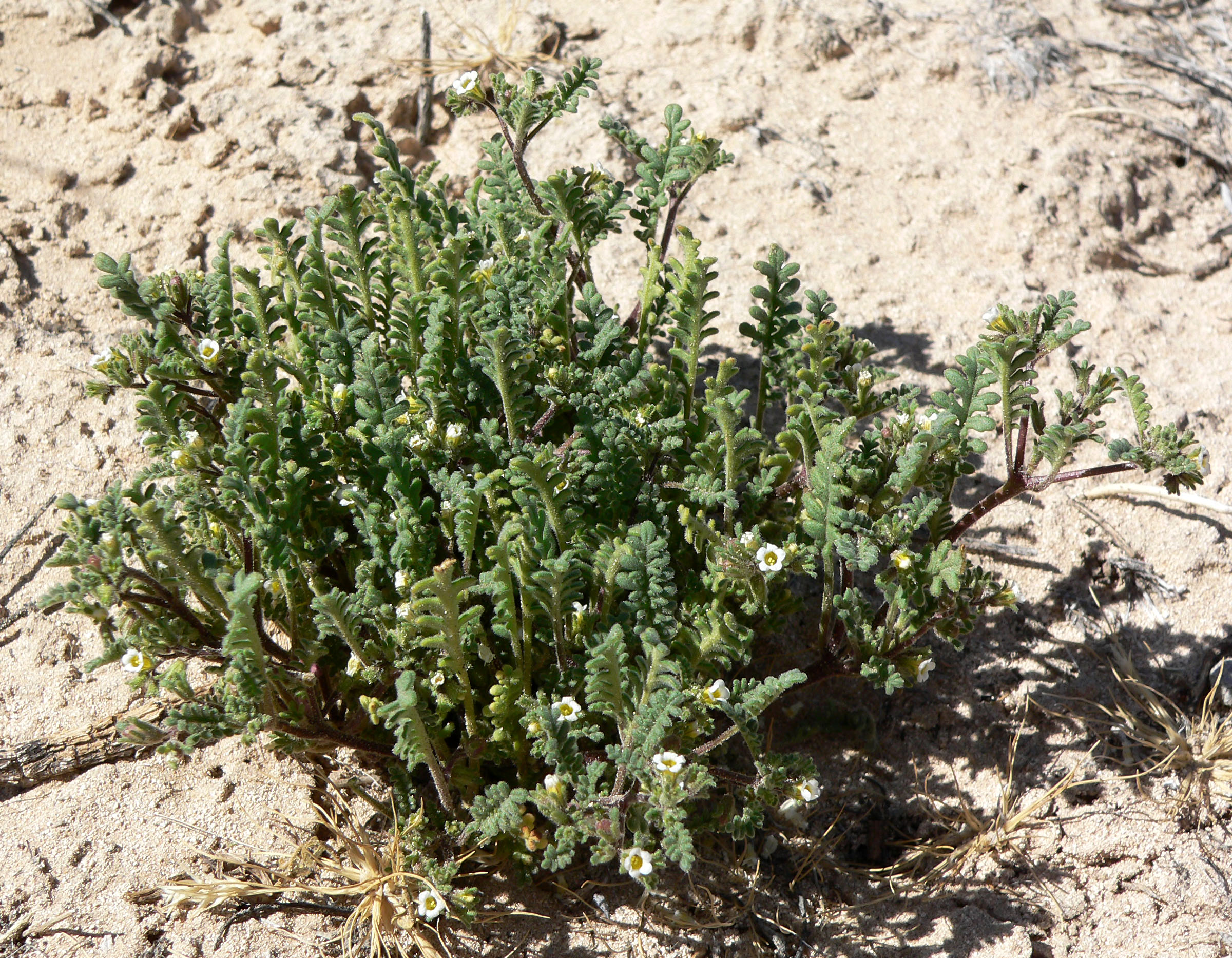
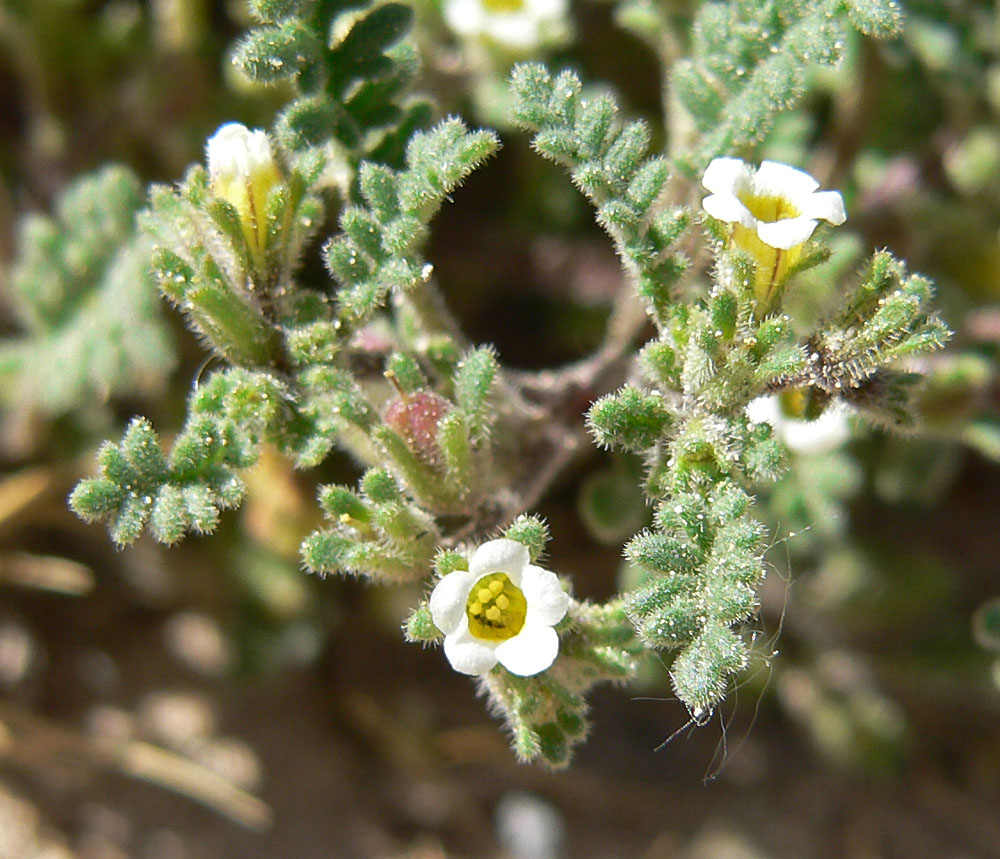
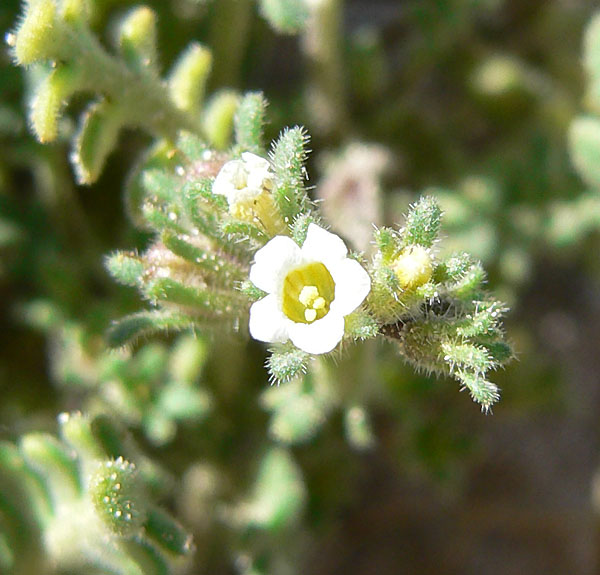